# Lindor Covas, el cimarrón
Lindor Covas, el cimarrón es una película en blanco y negro de Argentina dirigida por Carlos Cores sobre su propio guion escrito en colaboración con Antonio Ortiz Noguera y Guillermo Haro según el argumento de Walter Ciocca  que se estrenó el 24 de abril de 1963 y que tuvo como protagonistas a Mario Lozano, Elizabeth Killian y Joaquín Petrosino. La película se basa en el personaje Lindor Covas, de la historieta creada por Walter Ciocca.

## Sinopsis
Historia ambientada en 1870 de un gaucho aficionado al teatro, con mujeres rescatadas e indios.

## Reparto
- Carlos Cores
- Mario Lozano
- Elizabeth Killian
- Liana Lagos
- Joaquín Petrosino
- Enrique Kossi
- Adolfo García Grau
- Jorge de la Riestra
- Héctor Figueras
- Bettina Hudson
- Héctor Bartolomé
- Aurelia Ferrer
- Oscar Ferrigno
- Carlos A. Dussó
- Enrique San Miguel
- Eduardo Galán
- Mario Amaya
- Susana Benso
- Félix Caballero
- Víctor Catalano
- Rafael Chumbita
- Julia Dalmas
- Rafael Diserio
- Yamandú Romero
- Evangelina Salazar
- Pablo Robles

## Comentarios
La Razón lo consideró en su crítica:

”…limpio empeño de empinar el decaído cine nuestro.”

Por su parte, Manrupe y Portela escriben de la película:

”Adaptación sin mayor relieve de uno de los mayores éxitos de la historieta gauchesca.”